# Football aux Jeux olympiques
Le football aux Jeux olympiques d'été est une discipline olympique depuis les Jeux olympiques de 1900 à Paris. Les Jeux olympiques furent la première compétition internationale de l'histoire du football, et subirent plusieurs changements en raison du professionnalisme, de la création de la coupe du monde ou du développement du football à travers le monde. Les champions olympiques en titre sont chez les hommes le Brésil et chez les femmes le Canada.
Autrefois réservé aux amateurs, le tournoi olympique s'est ouvert aux professionnels à partir des Jeux de 1984, mais sous certaines conditions. Actuellement le comité international olympique n'autorise que les joueurs de moins de 23 ans à prendre part à la compétition pour les équipes masculines (trois joueurs peuvent faire exception depuis 1996). En outre, la FIFA n'inscrit pas les olympiades dans son calendrier, rendant donc les clubs moins enclins à prêter leurs joueurs, ce qui peut poser un problème à certaines sélections disputant les Jeux olympiques. En revanche, de telles restrictions et conditions n'existent pas en ce qui concerne le tournoi féminin, où les équipes alignées ne diffèrent donc pas de celles disputant par ailleurs la Coupe du monde de la FIFA.
Le football est un sport olympique présentant deux particularités : la première est que la compétition démarre deux jours avant la cérémonie d'ouverture des Jeux (depuis les JO 1992 - hormis ceux de 1996), du fait du nombre de matchs à jouer pour chaque équipe et des jours de repos nécessaires entre les rencontres,. La deuxième est que le tournoi requiert au moins cinq stades, et que la compétition est alors répartie sur tout le pays-hôte, des matchs se jouant dans d'autres villes et la finale au stade de la ville-hôte ordinairement. Autre particularité, l'équipe d'Uruguay ayant remporté les deux tournois olympiques de 1924 et 1928, les premiers d'envergure mondiale disputés avant la création de la Coupe du monde en 1930 et alors considérés comme la plus grande compétition internationale de football, arbore quatre étoiles sur son maillot, ces deux médailles d'or s'ajoutant à ses deux titres mondiaux de 1930 et 1950.

## Histoire
Prévu dès les premières Olympiades à Athènes en 1896 puis finalement retiré du programme, le football fait son apparition aux Jeux olympiques quatre ans plus tard. En 1900 à Paris et en 1904 à Saint-Louis, le tournoi réunit seulement une poignées d'équipes qui sont des clubs locaux ou des sélections locales disputant des matchs d'exhibition. Malgré leur très faible envergure et leur format précaire et amical, les tournois de 1900 et de 1904 seront tout de même officialisés ultérieurement par le Comité international olympique, décision synonyme de médailles attribuées a posteriori.
Chronologiquement, le football fait son entrée officielle aux Jeux de 1908. Le tournoi étant disputé par des équipes nationales, il est logiquement reconnu par la FIFA à partir de cette date. Seules les nations européennes y participent jusqu'en 1920 (à l'exception de l'Égypte qui dispute le tournoi cette année-là). La Grande-Bretagne, représentée en fait par l'équipe d'Angleterre amateur, s'impose en 1908 et 1912, contre le Danemark en finale. Après la guerre, en 1920 la Belgique remporte l'or à domicile. Puis les nations sud-américaines font leur apparition et dominent alors le tournoi en 1924 et 1928, avec la victoire de l'Uruguay. Le football entre en pleine phase de professionnalisation et des désaccords entre la FIFA et le CIO surviennent autour du statut amateur. En conséquence le CIO renonce à inscrire le football au programme des jeux de 1932 à Los Angeles mais, sous l'insistance du comité olympique allemand, la discipline effectue cependant son grand retour dès 1936 à Berlin (victoire de l'Italie). Les années 1930 ont ainsi marqué un changement radical dans le statut du football olympique en raison de l'arrivée du professionnalisme dans les grandes nations de football (Angleterre, France, Italie, Espagne, Brésil, Argentine ou Uruguay) et de la mise en place d'une autre compétition internationale depuis 1930 : la Coupe du monde. Après la Seconde Guerre mondiale et une parenthèse scandinave (victoire de la Suède en 1948) les équipes d'Europe de l'Est font main basse sur le tournoi, remportant tous les titres jusqu'en 1980 (la Hongrie en 1952, 1964, 1968, l'Union soviétique en 1956, la Yougoslavie en 1960, la Pologne en 1972, l'Allemagne de l'Est en 1976 et la Tchécoslovaquie en 1980). Cette domination sans partage des pays de l'Est ne doit rien au hasard. En effet les meilleurs joueurs des pays communistes du bloc de l'Est où le sport professionnel n'avait pas d'existence légale bénéficiaient tous du statut d'amateur, ce qui ne les empêchaient pas de participer également à la Coupe du Monde et d'y briller à l'occasion. Aux Jeux olympiques, face aux vrais amateurs des autres grandes nations, ils partaient donc avec un avantage certain.
Conscient de ce problème d'équité, le CIO décide de s'adapter aux réalités du football moderne et lâche du lest sur l'amateurisme en ouvrant enfin la porte du tournoi olympique au professionnalisme : en  1984 les joueurs professionnels sont autorisés à participer pour la première fois (sous conditions pour les Européens et Sud-Américains de ne pas avoir disputé la Coupe du Monde). L'effet est immédiat : la France, sacrée championne d'Europe deux mois plus tôt, remporte l'or olympique à Los Angeles face au Brésil en finale en alignant ses meilleurs joueurs n'ayant pas disputé l'Euro (ni la Coupe du monde), confirmant ainsi la bonne santé du football tricolore. La réforme est un succès car elle a permis de rééquilibrer les forces entre pays de tous continents. Après une ultime victoire d'un pays de l'Est (Union soviétique) aux JO de 1988 à Séoul , le CIO et la FIFA décident pour 1992 de rajeunir le tournoi en autorisant la participation sans restriction de tous joueurs de moins de 23 ans (avec possibilité de sélectionner 3 joueurs de plus de 23 ans depuis 1996). Le continent africain fort de jeunes joueurs de talent, semble bénéficier de ces nouvelles règles, et voit triompher à la suite le Nigeria (en 1996), puis le Cameroun (en 2000), ce qui permet au tournoi olympique d'accroître encore son intérêt. En 2004 et 2008, l'Argentine remporte le tournoi.
Outre les Anglais Vivian Woodward, Ronald Brebner et Arthur Berry en 1908 et 1912 et les joueurs de l'Uruguay de l'entre-deux-guerres en 1924 et 1928, seuls le Hongrois Dezső Novák (1964, 1968) et l'Argentin Javier Mascherano (2004, 2008) ont également été double champions olympiques.
Le football féminin fait quant à lui son apparition aux Jeux olympiques en 1996, à Atlanta. Contrairement aux hommes, toute joueuse peut y prendre part quel que soit l'âge et les sélections sont de fait des équipes nationales « A », ce qui fait du tournoi olympique de football féminin une compétition comparable à la Coupe du monde féminine et pratiquement aussi prestigieuse. Les Américaines ont remporté à cinq reprises la médaille d'or (1996, 2004, 2008, 2012 et 2024), les Norvégiennes (2000), les Allemandes (2016) et les Canadiennes (2021) se partagent les titres olympiques restants.

## Jeux olympiques et sélection nationale
En 1999, la FIFA décide que les matchs de football disputés dans le cadre des Jeux olympiques à partir des Jeux olympiques de Rome de 1960 ne comptent pas comme sélection nationale en équipe A,,.

## Palmarès

### Hommes
Le tableau suivant retrace pour chaque édition de la compétition le palmarès du tournoi et la nation hôte. Les Jeux olympiques d'été de 1960 marquent le moment où la FIFA ne considère plus les matchs comme officiellement joués par les sélections A. Même pour les compétitions jouées avant 1960, certaines fédérations considèrent parfois que les équipes les représentant ne sont pas des sélections A, estimant que leur sélection de joueurs amateurs n'est substantiellement pas la même que celle constituée de leurs joueurs professionnels, c'est le cas notamment de l'Autriche en 1936. Le tableau renvoie alors aux sélections dites olympiques après 1960 et aux sélections A avant 1960, sauf pour l'équipe de Grande-Bretagne qui est un cas à part, ne disputant pas de match autre que dans le cadre des Jeux olympiques.

| N°                                                                                            | Édition                                   | Ville hôte                                | Or                                                  | Argent                                              | Bronze                                              |
| Équipes locales (non reconnu par la FIFA)                                                     | Équipes locales (non reconnu par la FIFA) | Équipes locales (non reconnu par la FIFA) | Équipes locales (non reconnu par la FIFA)           | Équipes locales (non reconnu par la FIFA)           | Équipes locales (non reconnu par la FIFA)           |
| --------------------------------------------------------------------------------------------- | ----------------------------------------- | ----------------------------------------- | --------------------------------------------------- | --------------------------------------------------- | --------------------------------------------------- |
| 0                                                                                             | Jeux olympiques 1896                      | Athènes                                   | Tournoi initialement prévu puis retiré du programme | Tournoi initialement prévu puis retiré du programme | Tournoi initialement prévu puis retiré du programme |
| 1                                                                                             | Jeux olympiques 1900                      | Paris                                     | Upton Park Football Club                            | Club français                                       | Fédération Athlétique Universitaire Belge           |
| 2                                                                                             | Jeux olympiques 1904                      | Saint Louis                               | Galt Football Club                                  | Christian Brothers College                          | St. Rose Parish                                     |
| *                                                                                             | Jeux olympiques intercalés 1906           | Athènes                                   | Sélection de Copenhague                             | Smyrne                                              | Omilos Philomousson Salonique                       |
| Équipes nationales A (joueurs amateurs, matchs officiels)                                     |                                           |                                           |                                                     |                                                     |                                                     |
| 3                                                                                             | Jeux olympiques 1908                      | Londres                                   | Grande-Bretagne                                     | Danemark                                            | Pays-Bas                                            |
| 4                                                                                             | Jeux olympiques 1912                      | Stockholm                                 | Grande-Bretagne (2)                                 | Danemark                                            | Pays-Bas                                            |
| 5                                                                                             | Jeux olympiques 1920                      | Anvers                                    | Belgique                                            | Espagne                                             | Pays-Bas                                            |
| 6                                                                                             | Jeux olympiques 1924                      | Paris                                     | Uruguay                                             | Suisse                                              | Suède                                               |
| 7                                                                                             | Jeux olympiques 1928                      | Amsterdam                                 | Uruguay (2)                                         | Argentine                                           | Italie                                              |
| 8                                                                                             | Jeux olympiques 1936                      | Berlin                                    | Italie                                              | Autriche                                            | Norvège                                             |
| 9                                                                                             | Jeux olympiques 1948                      | Londres                                   | Suède                                               | Yougoslavie                                         | Danemark                                            |
| 10                                                                                            | Jeux olympiques 1952                      | Helsinki                                  | Hongrie                                             | Yougoslavie                                         | Suède                                               |
| 11                                                                                            | Jeux olympiques 1956                      | Melbourne                                 | Union soviétique                                    | Yougoslavie                                         | Bulgarie                                            |
| Sélections olympiques (joueurs amateurs, matchs non officiels pour les sélections A)          |                                           |                                           |                                                     |                                                     |                                                     |
| 12                                                                                            | Jeux olympiques 1960                      | Rome                                      | Yougoslavie                                         | Danemark                                            | Hongrie                                             |
| 13                                                                                            | Jeux olympiques 1964                      | Tokyo                                     | Hongrie (2)                                         | Tchécoslovaquie                                     | Allemagne unifiée                                   |
| 14                                                                                            | Jeux olympiques 1968                      | Mexico                                    | Hongrie (3)                                         | Bulgarie                                            | Japon                                               |
| 15                                                                                            | Jeux olympiques 1972                      | Munich                                    | Pologne                                             | Hongrie                                             | Union soviétique Allemagne de l'Est                 |
| 16                                                                                            | Jeux olympiques 1976                      | Montréal                                  | Allemagne de l'Est                                  | Pologne                                             | Union soviétique                                    |
| 17                                                                                            | Jeux olympiques 1980                      | Moscou                                    | Tchécoslovaquie                                     | Allemagne de l'Est                                  | Union soviétique                                    |
| Sélections olympiques (joueurs n'ayant pas joué de Coupe du monde pour l'UEFA et la CONMEBOL) |                                           |                                           |                                                     |                                                     |                                                     |
| 18                                                                                            | Jeux olympiques 1984                      | Los Angeles                               | France                                              | Brésil                                              | Yougoslavie                                         |
| 19                                                                                            | Jeux olympiques 1988                      | Séoul                                     | Union soviétique (2)                                | Brésil                                              | Allemagne de l'Ouest                                |
| Sélections olympiques (joueurs de moins de 23 ans)                                            |                                           |                                           |                                                     |                                                     |                                                     |
| 20                                                                                            | Jeux olympiques 1992                      | Barcelone                                 | Espagne                                             | Pologne                                             | Ghana                                               |
| Sélections olympiques (joueurs de moins de 23 ans avec trois joueurs au-dessus de l'âge)      |                                           |                                           |                                                     |                                                     |                                                     |
| 21                                                                                            | Jeux olympiques 1996                      | Atlanta                                   | Nigeria                                             | Argentine                                           | Brésil                                              |
| 22                                                                                            | Jeux olympiques 2000                      | Sydney                                    | Cameroun                                            | Espagne                                             | Chili                                               |
| 23                                                                                            | Jeux olympiques 2004                      | Athènes                                   | Argentine                                           | Paraguay                                            | Italie                                              |
| 24                                                                                            | Jeux olympiques 2008                      | Pékin                                     | Argentine (2)                                       | Nigeria                                             | Brésil                                              |
| 25                                                                                            | Jeux olympiques 2012                      | Londres                                   | Mexique                                             | Brésil                                              | Corée du Sud                                        |
| 26                                                                                            | Jeux olympiques 2016                      | Rio de Janeiro                            | Brésil                                              | Allemagne                                           | Nigeria                                             |
| 27                                                                                            | Jeux olympiques 2020                      | Tokyo                                     | Brésil (2)                                          | Espagne                                             | Mexique                                             |
| 28                                                                                            | Jeux olympiques 2024                      | Paris                                     | Espagne (2)                                         | France                                              | Maroc                                               |
| 29                                                                                            | Jeux olympiques 2028                      | Los Angeles                               |                                                     |                                                     |                                                     |
| 30                                                                                            | Jeux olympiques 2032                      | Brisbane                                  |                                                     |                                                     |                                                     |
| 31                                                                                            | Jeux Olympiques 2036                      | Mexico                                    |                                                     |                                                     |                                                     |

### Femmes
Le tableau suivant retrace pour chaque édition de la compétition le palmarès du tournoi et la nation hôte.

| N° | Édition              | Ville hôte     | Or             | Argent     | Bronze     |
| -- | -------------------- | -------------- | -------------- | ---------- | ---------- |
| 1  | Jeux olympiques 1996 | Atlanta        | États-Unis     | Chine      | Norvège    |
| 2  | Jeux olympiques 2000 | Sydney         | Norvège        | États-Unis | Allemagne  |
| 3  | Jeux olympiques 2004 | Athènes        | États-Unis (2) | Brésil     | Allemagne  |
| 4  | Jeux olympiques 2008 | Pékin          | États-Unis (3) | Brésil     | Allemagne  |
| 5  | Jeux olympiques 2012 | Londres        | États-Unis (4) | Japon      | Canada     |
| 6  | Jeux olympiques 2016 | Rio de Janeiro | Allemagne      | Suède      | Canada     |
| 7  | Jeux olympiques 2020 | Tokyo          | Canada         | Suède      | États-Unis |
| 8  | Jeux olympiques 2024 | Paris          | États-Unis (5) | Brésil     | Allemagne  |
| 9  | Jeux olympiques 2028 | Los Angeles    |                |            |            |
| 10 | Jeux olympiques 2032 | Brisbane       |                |            |            |
| 11 | Jeux Olympiques 2036 | Mexico         |                |            |            |

## Records
- La Grande-Bretagne et la Hongrie ont remporté le plus de médailles d'or dans le tournoi masculin : 3 (de 1900 à 1912 pour le Royaume-Uni et de 1952 à 1968 pour la Hongrie). L'équipe de Hongrie est cependant la seule à détenir le record de 3 titres olympiques chez les hommes car la première médaille d'or britannique, en 1900, a été remportée par une équipe de club et non par l'équipe nationale, qui plus est dans un tournoi officialisé a posteriori par le CIO et non reconnu par la FIFA.
- La Yougoslavie a disputé 4 finales consécutives, de 1948 à 1960, tandis que l'équipe des États-Unis féminine en dispute 5 et en remporte 4 dont 3 consécutives de 2004 à 2012.
- Le Hongrois Dezső Novák est le seul joueur triple médaillé olympique dans cette discipline[13].